# Adam Zagajewski
Adam Zagajewski (n. 21 iunie 1945, Liov, RSS Ucraineană, URSS – d. 21 martie 2021, Cracovia, Polonia) a fost un poet, romancier, traducător și eseist polonez. I s-a decernat Premiul Internațional Neustadt pentru Literatură în anul 2004, Premiul Griffin pentru Poezie pentru întreaga operă poetică în 2016 și Premiul Prințesa Asturiei în anul 2017. Este considerat a fi unul dintre poeții cei mai de seamă a Generației '68 și ai Noului Val Polonez („Nowa fala”) și unul din marii poeți contemporani polonezi .

### Volume în traducere în limba engleză
Poezie
- Tremor Translator Renata Gorczynski, Collins Harvill, 1987
- Canvas Translators Renata Gorczynski, Benjamin Ivry, C. K. Williams, Farrar, Straus and Giroux, 1994, ISBN: 9780374523985
- Mysticism for Beginners: Poems. Farrar, Straus and Giroux. 15 aprilie 1999. ISBN 978-0-374-52687-0.
- Without End: New and Selected Poems. Clare Cavanagh. Farrar, Straus and Giroux. 18 martie 2003. ISBN 978-0-374-52861-4.
- Selected Poems, Translator Clare Cavanagh, Faber & Faber, 2004, ISBN: 9780571224258
- Eternal Enemies: Poems. Farrar, Straus and Giroux. 28 octombrie 2014. ISBN 978-1-4668-8424-3.
- Unseen Hand: Poems (2011)
- Asymmetry: Poems. Farrar, Straus and Giroux. 20 November 2018. ISBN: 978-0374106478.